# Albion Woodbury Small
Albion Woodbury Small (Buckfield 1854 - Chicago 1926). Sociòleg estatunidenc. El 1892 es va convertir en el primer professor de sociologia a la Universitat de Chicago, on va organitzar el primer departament de sociologia dels Estats Units.

## Biografia
Albion W. Small va néixer l'11 de maig de 1854 a Buckfield, comtat d'Oxford a l'estat de Maine, dels Estats Units. El seu pare era el reverend Albion Keith Parris Small i la seva mare era Thankful Lincoln Woodbury, descendent dels Lincoln de Hingham, un dels quals era Abraham Lincoln.
La família es va traslladar a Bangor, Maine i després a Portland, i Small va assistir a escoles públiques a cadascuna d'aquestes ciutats. Va créixer en una llar religiosa i estricta; els estàndards morals de la seva família van tenir una poderosa influència en els seus ideals i, finalment, en la seva visió de la sociologia com a ciència ètica.
Small es va graduar al Colby College de Waterville, Maine el 1876, i amb la benedicció dels seus pares va anar a estudiar teologia a la Baptist Andover Newton Theological School. Es va graduar el 1879, però mai va ser ordenat.

#### Formació a Alemanya
Al seminari, Small es va interessar pel pensament filosòfic alemany i va anar a Alemanya per estudiar història, economia social i política. Va estudiar del 1879 al 1881 a la Universitat de Leipzig i a la Universitat Humboldt de Berlín. Durant la seva estada va rebre les influències de pensadors com els economistes Gustav von Schmoller i Adolf Wagner. D'aquests va derivar la seva creença en la unitat de les ciències socials, així com el deure públic dels científics, especialment els científics socials, i de millorar la societat (tots dos economistes alemanys eren membres del Verein für Socialpolitik, un grup de reflexió independent que s'esforçava per obtenir un millor coneixement del món econòmic i social).
El 1881 es va casar amb Valeria von Massow, filla d'un general prussià amb qui va tenir una filla.

#### Formació a la Universitat Johns Hopkins
Al seu retorn d'Europa, Small va anar a ensenyar història i economia política al Colby College. Quan el camp de la sociologia començava a sorgir, Small es va matricular a la Universitat Johns Hopkins de Baltimore per fer estudis avançats d'història i economia. Va estudiar a Johns Hopkins de 1888 a 1889, on i va rebre el seu doctorat, escrivint la seva tesi: "The Beginnings of American Nationality: The Constitutional Relations between the Continental Congress and the Colonies and States de 1774 a 1789" que va ser supervisada per Herbert Baxter Adams, Richard Ely i Woodrow Wilson
Es va convertir en el president del Colby College el 1889 i va ocupar aquest càrrec fins al 1892. A Colby, immediatament va reorganitzar el departament de filosofia, afegint un nou curs de sociologia, un dels tres primers cursos de sociologia impartits als Estats Units. Allà hi va donar les seves primeres conferències de sociologia l'any 1890 titulades "Introduction to a Science of Society" i va establir les bases del seu pensament sociològic.

#### Universitat de Chicago
El 1892, Small va deixar Colby per traslladar-se a la Universitat de Chicago. A petició de W. Harper, llavors president de la Universitat, hi va fundar el primer departament de sociologia l'any 1892, presidint-lo durant més de 30 anys. Des de 1905 fins a 1925, va exercir com a degà de la Graduate School of Arts and Literature de la Universitat. Aquest va ser el primer departament de sociologia acreditat en una universitat nord-americana i aviat es va convertir en el centre del pensament sociològic als EUA.
Va morir a Chicago el 24 de març de 1926.

## La sociologia de Small
Més enllà de la simple difusió d'idees estrictament sociològiques, Small intentava sobretot donar compte de tots els fenòmens socials existents centrant-se en les interaccions socials. Com a conseqüència de la seva formació acadèmica, es va mantenir proper a la sociologia alemanya. Així ho demostra la seva obra "General Sociology " del 1905. Small va realitzar una anàlisi dels diferents enfocaments teòrics de l'època, que va classificar en tres grups. L'enfocament emocional representat pel filòsof i economista francès Charles Fourier, l'enfocament matemàtic, representat per Auguste Comte, i l'enfocament biólogic a partir de les teories de Darwin, representats pels sociòlegs Herbert Spencer a Europa i William Graham Sumner als Estats Units. En les primeres etapes de la seva carrera, és a dir, des del 1892 fins al 1905, any en què es va publicar la seva Sociologia General, Small va començar a inclinar-se cap al tercer enfocament. De fet, considerava que el propòsit de la sociologia era emfatitzar tota la gamma d'experiències humanes fent llum sobre les forces evolutives subjacents. La importància de Small per a la ciència social nord-americana rau en el seu treball incansable per establir la sociologia com un camp vàlid d'estudi acadèmic.
Small creia que totes les ciències socials havien de treballar juntes, i les seves obres reflecteixen aquesta idea. El motiu de la petició de Small per la unitat en ciències socials prové de la realitat de l'acadèmia de finals del segle xix. Els historiadors, economistes i politòlegs, segons l'opinió de Small, tenien un ventall d'interessos massa reduït, sovint separats els uns dels altres. La seva formació teològica i filosòfica va proporcionar a Small una visió més àmplia de les ciències humanes, amb la idea de la unitat com a assoliment ètic definitiu. Small va treballar així fins a la seva mort per assolir aquest objectiu. Va intentar catalogar i classificar un ampli espectre d'interès humà, i va veure la sociologia com el mitjà per fer-ho. La seva Sociologia General és la síntesi de les seves opinions sobre aquest tema.
Fidel a la seva visió de la unitat entre les ciències socials, Small també va publicar obres significatives relacionades amb l'economia i la política
Les teories i els mètodes estrictament sociològics de Small aviat es van quedar obsolets, però va tenir un efecte més durador en el pensament polític i econòmic. En ciència política, la seva concepció de l'estat com a mediador d'interessos de grup conflictius va ser recollida pels pensadors posteriors.

#### American Journal of Sociology
El 1895 va fundar, i durant la resta de la seva vida va editar, l'American Journal of Sociology, la primera publicació periòdica de dels Estats Units dedicada al tema. En la mateixa línia, Small va fundar l'any 1905 la Societat Americana de Sociologia, que va presidir entre 1911 i 1913, a més de presidir l'Institut Internacional de Sociologia de París.

## Obres destacades
Amb un professor de Chicago, George E. Vincent, va escriure el que es considera el primer llibre de text de sociologia del món, "An Introduction to the Study of Society" (1894).
| Any  | Títol                                      |
| ---- | ------------------------------------------ |
| 1984 | An Introduction to the Study of Society    |
| 1905 | General Sociology                          |
| 1907 | Adam Smith and Modern Sociology            |
| 1909 | The Cameralists                            |
| 1910 | The Meaning of the Social Sciencies        |
| 1913 | Between Eras: From Capitalism to Democracy |

## Obres sobre Small
- Bannister, Robert C. Sociology and Scientism (Chapel Hill: University of North Carolina Press, 1987), chs. 2,3.

- Christakes, George, Albion Small, Twayne, 1978.

- Dibble, Vernon K. The Legacy of Albion Small. Chicago, 1975.

- Hayes, Edward C. "Albion W. Small," American Masters of Social Science, ed. Howard Odum, pp. 149-90. New York, 1927.

- Krout, Maurice H. "The Development of Small's Sociological Theory." Journal of Applied Sociology 11 (1927): 216-31.
- Morrione,Thomas J. "The early life and works of Albion Woodbury Small". University of New Hampshire.(1967)